# Walter Dahl
Walter Dahl, nemški častnik, vojaški pilot in letalski as, * 27. marec 1916, Lug, † 25. november 1985, Heidelberg.

## Življenjepis
Walter Dahl je leta 1935 vstopil v vojsko, kjer je sprva služil v pehoti. Kasneje je prestopil k Luftwaffe in postal vojaški pilot. Leta 1939 je postal letalski inštruktor, maja 1941 pa je bil premeščen v štab tretjega polka (nemško Geschwaderstab), JG 3. Svojo prvo zračno zmago je dosegel 22. junija ob začetku operacije Barbarossa. 
10. julija je bil spet premeščen, tokrat v drugo skupino, II./JG 3. Do konca oktobra 1941 je zbral že 17 zmag, nato pa je bil 13. decembra spet premeščen. Tokrat je s 4./JG 3 odšel v Sredozemlje, kjer je v začetku leta 1942 sodeloval v bojih nad Malto. 1. aprila 1942 naj bi nad tem otokom sestrelil britanskega lovca Supermarine Spitfire, zmage pa mu niso priznali. Kasneje se je izkazalo, da je šlo za britanskega lovca Hawker Hurricane iz 229. eskadrilje RAF, ki pa mu je močno poškodovanemu uspelo pristati na domačem letališču na Malti.
10. aprila 1942 je bil Dahl imenovan za poveljnika eskadrilje (Staffelkapitän) v polkovni rezervni enoti Ergänzungsgruppe/JG 3, 2. decembra pa je bil kot nadporočnik za 42 zmag odlikovan z Nemškim križem v zlatu. Konec aprila 1943 je bil po doseženih 51. zmagah premeščen v vrhovni štab poveljstva nemških lovcev General der Jagdflieger. 
20. julija 1943 je Dahl postal poveljnik skupine (Gruppenkommandeur) III./JG 3 in bil premeščen v Münster, kjer je imela njegova enota nalogo varovanja nemških mest pred ameriškimi bombniškimi formacijami. Prva dva bombnika je sestrelil 6. septembra, 23. februarja 1944 pa je sestrelil še dva bombnika in spremljevalnega lovca Lockheed P-38 Lightning za povečal število svojih zmag od 59 do 61. Major Dahl je bil 11. marca 1944 za 67 zmag odlikovan z Viteškim križem železnega križa, 21. maja 1944 pa je bil imanovan za poveljnika polka komodorja JG z.b.V. Enoto je vodil do 6. junija, 27. junija pa je prevzel poveljstvo nad JG 300. Dahl je sodeloval tudi pri črnem četrtku USAAF, napadu ameriške bombniške formacije, ki je bombardirala Schweinfurt in Regensburg 17. avgusta, pri tem pa so ga presenetili Spitfiri 222. eskadrilje RAF. V boju je bilo sestreljenih pet nemških Messerschmittov, med katerimi je bil tudi poročnik Hans Schleef, ki se je iz letala sicer rešil, a je padel v boju kasneje, 31. decembra 1944. V boju je Dahlu odpovedal motor, zaradi česar se je moral iz njega umakniti in s svojim Bf 109 G-6 (W. Nr. 18 842) zasilno pristati v bližini Capperatha. 13. septembra se je namerno zaletel v ameriški bombnik Boeing B-17 in ga zrušil, sam pa je izskočil iz svojega lovca in varno pristal na tleh.
Kljub uspehom, ki jih je JG 300 s taktiko neposrednih napadov na bombnike dosegala, je Hermann Göring Dahla 30. novembra 1944 razrešil dolžnosti poveljnika enote. 26. januar]a 1945 je postal s činom polkovnika inšpektor dnevnih lovskih enot (Inspekteur der Tagjäger), 1. februarja 1945 pa je bil za 92 zmag odlikovan s hrastovimi listi k viteškemu križu. Kljub imenovanju za inšpektorja je Dahl še vedno letel na bojne naloge in je svojo stoto zmago dosegel 28. februarja 1945. Konec vojne je dočakal v III./EJG 2EJG 2, kjer je letel z novimi nemškimi reaktivnimi lovci Messerschmitt Me 262, enoti pa je poveljeval Heinrich Bär. 27. marca je Dahl z novim lovcem sestrelil dva ameriška lovca Republican P-47 Thunderbolt, svojo zadnjo, 128. zmago pa je dosegel 26. aprila 1945 v bližini Dillingena, ko je sestrelil ameriškega lovca North American P-51 Mustang. 
Walter Dahl je vojno preživel in je umrl 25. novembra 1985 v Heidelbergu.
Walter Dahl je med drugo svetovno vojno na 678 bojnih nalogah (med katerimi je bilo tudi 300 lovsko-bombniških nalog) sestrelil 128 sovražnih letal. Z Me 262 je dosegel najmanj dve zračni zmagi, čeprav različni viri navajajo tudi devet zmag s tem tipom letala. 84 zmag je dosegel nad vzhodno fronto.

## Odlikovanja
- Železni križec 2. in 1. razreda
- Nemški križ v zlatu (2. december 1942)
- Viteški križ železnega križca (11. marec 1944)
  - hrastovi listi k viteškemu križu (2. februar 1945)